# حليمة شهيمة
حليمة شهيمة (مواليد 1988) حاملة لقب ملكة جمال بلجيكية من مولينبيك من أصول مغربية، ملكة جمال بروكسل 2007. بعدما حلت في مركز الوصيفة الأولى ل أنيلين كوريفيتس ملكة جمال بلجيكا 2007 ، في يعزو البعض ذلك بسبب مواقفها المناهضة لإسرائيل والمناصرة للشعب الفلسطيني. كما فازت في مسابقة ملكة جمال السياحة الدولية في عام 2007 في البرتغال ومثلت بلجيكا في مسابقة ملكة جمال العالم 2007 في الصين.

## نشأتها
تتحدر من أب مغربي وأم بلجيكية، كما أنها الابنة البكر بين خمسة إخوة.

## الروابط الخارجية
- حليمة شهيمة على إنستغرام